# Чиков, Валентин Васильевич
Валенти́н Васи́льевич Чи́ков (22 октября 1952, Зелёный Клин, Башкирская АССР — 18 сентября 2014, Юрцово, Псковская область) — советский и российский художник, живописец и график, педагог. Член Санкт-Петербургского Союза художников (1980-2014). Член Санкт-Петербургского общества акварелистов (2000-2014).
Автор натюрмортов, пейзажей и композиций.

## Биография
Валентин Васильевич Чиков родился 22 октября 1952 года, по одним данным в посёлке Зеленоклиновского отделения Кызыльского совхоза Кызыльского сельсовета Альшеевского района Башкирской АССР, ныне деревня Зеленый Клин — административный центр Зеленоклиновского сельсовета того же района Республики Башкортостан, по другим данным — в городе Давлеканове Давлекановского района той же республики.
В 1972 году окончил Уфимское училище искусств.
С 1972 по 1978 год обучался на факультете живописи Ленинградского института живописи, скульптуры и архитектуры имени И. Е. Репина Академии художеств СССР в мастерской профессора Евсея Евсеевича Моисеенко. Дипломная работа — картина «Стройотряд». Присвоена квалификация художника-живописца, педагога.
В 1978—1984 годах жил и работал в городе Уфе, преподавал на художественно-графическом факультете Башкирского государственного педагогического института.
С 1980 года член Союза художников СССР по секции живописи Ленинградского (Санкт-Петербургского) Союза художников. С 1972 года —  участник художественных выставок.
С 1984 года жил в городе Ленинграде, с 1991 года — Санкт-Петербург.
С 1989-го по 2014 год преподавал на художественно-графическом факультете (с 1992 — на факультете изобразительного искусства) Российского государственного педагогического университета имени А. И. Герцена. С 2002 года — доцент кафедры живописи. Как художник работал в Болгарии, Германии, Китае и Франции. В 2006 году преподавал в Китайской академии искусств в городе Ханчжоу, провинция Чжэцзян.
Валентин Васильевич Чиков — художник, выстроивший свой творческий и педагогический опыт в традициях искусства и художественного образования Башкирии и Санкт-Петербурга, живописец, объединивший в своих работах солнечный колорит Уфы и петербургскую строгую академичность... Е. Гурылева
Валентин Васильевич Чиков скоропостижно скончался 18 сентября 2014 года в деревне Юрцово Пушкиногорского района Псковской области.
Отпевание В. В. Чикова состоялось 23 сентября 2014 года в храме Казанской иконы Божией Матери в Святых Горах (Пушкинские Горы).

## Награды
- Знак почета Св. Татьяны, 2012 год[10].

## Выставки (выборочно)
- Республиканская выставка «Художники в борьбе за мир» (Москва, 1985)
- «Молодежь России» (Москва, 1986)
- «Современное искусство Ленинграда» (Ленинград, 1988)
- Групповая выставка (Гётеборг. Швеция, 1991)[11]
- Групповая выставка (Париж, Франция, 1992)
- Международная выставка «Leningrad — St. Petersburg — Boston» (Бостон, США, 1993)[11]
- Осенняя выставка произведений петербургских художников (Санкт-Петербург, 1995)
- Осенняя выставка произведений петербургских художников (Санкт-Петербург, 1998)
- «Весь Петербург» (ЦВЗ «Манеж», Санкт-Петербург, 1999)
- Выставка акварели (Великий Новгород, 2000)[11]
- ВЗ СПб Союза художников[12]. (2010)
- ВЗ СПб Союза художников. Валентин Васильевич Чиков — Живопись (Санкт-Петербург, 7-19 октября 2014)
- Малый выставочный зал Союз художников Республики Башкортостан (Уфа, 2015)[13]

## Музейные собрания
Работы художника находятся в музейных (Госкаталог Музейного фонда РФ) и частных собраниях России; Франции, Германии, Швеции, Дании, Китая, Канады, США.
- Башкирский государственный художественный музей имени М. В. Нестерова, Уфа
- РОСИЗО, Москва
- Художественный фонд РСФСР, Москва
- ЦВЗ Манеж, коллекция современного искусства, Санкт Петербург
- Музей Российской академии художеств, Санкт Петербург
- Государственный музей-заповедник Петергоф (Музей семьи Бенуа)
- Курганский областной художественный музей им. Г.А. Травникова]], Курган
- Banco San Paolo di Brescia (Италия)

## Семья
Жена Ирина Борисовна,  дочери Татьяна и Дарья — художницы.